# Solberga landskommun, Bohuslän
Solberga landskommun var en tidigare kommun i dåvarande Göteborgs och Bohus län.

## Administrativ historik
Den inrättades i Solberga socken i Inlands Nordre härad i Bohuslän när 1862 års kommunalförordningar trädde i kraft den 1 januari 1863.
Vid kommunreformen 1952 gick den upp i storkommunen Kode.
Sedan 1971 tillhör dess område Kungälvs kommun.

## Politik

### Mandatfördelning i valen 1946
| 3 | 17 |

| 20 |